# Marcin Dobas
Marcin Dobas – polski fotograf pracujący dla magazynu National Geographic. Specjalizuje się w fotografii podróżniczej, krajobrazowej, przyrodniczej i podwodnej.

## Życiorys
Jest absolwentem geologii. Pracuje jako ratownik górski oraz pilot wycieczek. Jest członkiem grupy fotografów Olympus Visionaries i ambasadorem marki Eizo. Robił zdjęcia w różnych miejscach na świecie, m.in. takich, jak: Svalbard, Nowa Zelandia, Norwegia, Tajlandia, Nepal, Malezja, Szwecja, Finlandia, Grenlandia, Maroko, Egipt i Wielka Brytania. W 2015 opublikował książkę Fotowyprawy czyli dziewięć opowieści o fotografii. Oprócz National Geographic, jego prace publikowały takie czasopisma, jak: Focus, Foto, Digital Camera Polska, Podróże, Jachting, Newsweek Polska, Poznaj Świat, Voyage, Harper's Bazaar i Laif. 

## Nagrody
Był laureatem m.in. następujących konkursów:
- European Wildlife Photographer of the Year,
- Memorial Maria Luisa,
- Grand Press Photo,
- BZ WBK Press Photo[2],
- Wielki Konkurs Fotograficzny National Geographic[3].